# Badiasis coerulescens
Badiasis coerulescens är en skalbaggsart som beskrevs av Hermann Burmeister 1844. Badiasis coerulescens ingår i släktet Badiasis och familjen Rutelidae.

## Underarter
Arten delas in i följande underarter:
- B. c. occidentalis
- B. c. violacea